# 굿라이프 (라디오 프로그램)
굿라이프는 부산CBS 표준FM에서 매주 토요일 오후 5시 30분부터 저녁 6시까지 방송했던 건강 정보 프로그램이다.

## 같이 보기
- 부산CBS 표준FM

| 부산CBS 표준FM 토요일 프로그램 |                          |                          |
| 이전                           | 굿라이프                 | 다음                     |
| 쉴만한 물가                    | 굿라이프                 | CBS 저녁종합뉴스         |
| 오후 5시 5분 ~ 오후 5시 30분   | 오후 5시 30분 ~ 저녁 6시 | 저녁 6시 ~ 저녁 6시 23분 |
| 정시 CBS 노컷뉴스              |                          |                          |